# Kornati
Kornati ili Kornatsko otočje su otočje koje se nalazi u sjevernoj Dalmaciji, zapadno od Šibenika i južno od Zadra, unutar Šibensko-kninske županije. Otočje se sastoji od 140 otočića prostre se na površini od 300 km2 mora. Najrazvedeniji je otočni ekosustav u Jadranskom moru. Površina kopna je 69 km2.
Godine 1980. veći dio Kornatskog otočja proglašen je nacionalnim parkom Kornati. Ukupna površina parka je oko 300 km2, a sastoji se od 140 otoka, otočića i hridi. Od površine parka, samo oko 1/4 je kopno, dok je preostali dio morski ekosustav. 
Kornat, s površinom od 32,44 km2, najveći je otok u ovom otočju i zauzima dvije trećine Nacionalnog parka. Otok je dug 25,2 km, a širok je do 2,5 km.
Otočje nema stalnih naselja.
U kolovozu 2007. godine izbio je požar koji je odnio dvanaest života vatrogasaca. Događaj je poznat kao Kornatska tragedija.

## Vanjske poveznice
|  | Zajednički poslužitelj ima još gradiva o temi Kornati |